# Famiglia medievale
La famiglia medievale fu, come lo è nell'età contemporanea, il centro della vita privata di tutte le classi sociali dell'Europa. Eppure, a differenza della famiglia di oggi, quella medievale era composta da molti più individui rispetto al nucleo familiare in senso stretta. Dalla casa del re alla più umile dimora contadina, parenti più o meno lontani e un numero variabile di servi e dipendenti convivevano insieme al padrone di casa e alla sua famiglia più stretta. La struttura della famiglia medievale fu in gran parte dissolta dalla ricerca di una maggiore riservatezza nell'Europa della modernità.
Nonostante si possano riscontrare differenze e peculiarità sull'intero continente e su un arco di tempo di circa 1000 anni, è comunque possibile di un modello classico della famiglia medievale, in particolare per come si è evoluta nella Francia carolingia per poi diffondersi in gran parte dell'Europa.